# Volo Alitalia 112
Il volo Alitalia 112 fu un volo di linea partito dall'aeroporto di Roma-Fiumicino e diretto all'aeroporto di Palermo-Punta Raisi operato da un DC-8 dell'Alitalia che il 5 maggio 1972 si schiantò in fase di atterraggio contro la Montagna Longa tra il territorio di Cinisi ed il territorio di Carini, in provincia di Palermo, nei pressi dell'aeroporto di Palermo-Punta Raisi. Tutti i presenti a bordo – 108 passeggeri e 7 membri dell'equipaggio – rimasero uccisi.
La maggior parte delle vittime era di ritorno nel capoluogo siciliano per votare alle elezioni politiche del 1972. La tragedia rappresentò per lungo tempo il più grave incidente dell'aviazione civile italiana sino al disastro aereo di Linate; durante le indagini emersero aspetti controversi o non sufficientemente chiariti.

## L'incidente
La sera del 5 maggio 1972 un Douglas DC-8-43 dell'Alitalia con marche I-DIWB e operante il volo AZ 112, decollò con 25 minuti di ritardo da Roma Fiumicino diretto a Palermo Punta Raisi.
Il comandante Roberto Bartoli monitorava gli strumenti ed era addetto alle radioassistenze, il primo ufficiale Bruno Dini pilotava l'aeromobile mentre il tecnico di volo (cosiddetto ingegnere di volo) Gino Di Fiore era addetto al controllo e gestione di tutti gli impianti di bordo.
Durante la fase di avvicinamento, in preparazione all'atterraggio, l'AZ 112 si mise in contatto con la torre di controllo dell'aeroporto alle ore 21:10 circa, dichiarando di trovarsi a 74 miglia nautiche dal VOR (installato su Monte Gradara, sopra il comune di Borgetto, con frequenza di 112,3 MHz, circa 10 miglia a sud dell'aeroporto di Punta Raisi). La torre di controllo rispose fornendo dati meteorologici (vento di cinque nodi, visibilità cinque chilometri, 3/8 di cumuli a 1.700 piedi e 5/8 di cirri a 20.000 piedi) e autorizzò la discesa indicando al velivolo di riportare la loro posizione quando fossero giunti sul radiofaro NDB con sigla PRS ad una quota di 5000 piedi. Tempi e relative posizioni vennero estratti con esattezza dal registratore dell'ente di controllo a Roma che disponeva del marcatempo, dispositivo non presente nel registratore dell'ente di Palermo.
Infine, venne effettuata l'ultima comunicazione tra il comandante Bartoli e il sergente maggiore Terrano alla torre di controllo:
- Bartoli: "Palermo, AZ 112... è sulla vostra verticale e lascia 5.000 e riporterà sottovento per la 25 sinistra"
- Terrano: "Ricevuto, il vento è sempre calmo"
- Bartoli: "Okay... [seguono parole indecifrabili]"
Tra il volo AZ 112 e la torre di controllo non vi fu più alcun collegamento. I nastri registrarono una conversazione in lingua inglese tra l'AZ 112 e un velivolo Ilyushin Il-18 in attesa di decollo; successivamente la torre di controllo tentò di contattare l'AZ 112 senza però ottenere risposta. Pochi minuti dopo le ore 22:20 ora locale, l'aereo impattò contro un crinale alto 935 metri e strisciò lungamente sul terreno fino a distruggersi nei successivi urti con gli spuntoni rocciosi della cresta. Parte dei frammenti e alcuni corpi delle vittime finirono sulla montagna dal lato di Carini, dal cui abitato venne avvistato il violento incendio del combustibile fuoruscito dai serbatoi.
Successivamente, alcuni testimoni riferirono di aver visto l'aereo già in fiamme prima dello schianto, ma il processo avrebbe indicato quali colpevoli i piloti, che non avrebbero obbedito alle direttive dei controllori di volo.
Nella tragedia perirono, tra gli altri, il sostituto procuratore generale di Palermo, Ignazio Alcamo (che aveva disposto il soggiorno obbligato per Francesco Vassallo, costruttore legato al Sacco di Palermo, e Antonietta Bagarella, poi moglie di Salvatore Riina); la segretaria di redazione de L'Ora e Paese Sera, Angela Fais (amica di Giovanni Spampinato); il comandante della Guardia di finanza di Palermo, Antonio Fontanelli; il regista Franco Indovina (che all'epoca raccoglieva elementi per un film su Enrico Mattei, con la stessa Fais tra le fonti); l'ex medico di Salvatore Giuliano, Letterio Maggiore (attore esterno del processo sulla Strage di Portella della Ginestra); Lidia Mondì Gagliardi, prima passeggera dell'aeroporto palermitano nel 1960; il giornalista e politico del Partito Comunista Italiano, Alberto Scandone, e l'omonimo figlio dell'allora allenatore della Juventus, Čestmír Vycpálek. La strage lasciò 98 orfani e 50 vedove.
Sul luogo è stata eretta, in memoria, una croce di metallo con incisi i nomi delle vittime.

### Nazionalità dei passeggeri e dell'equipaggio
| Nazionalità | Passeggeri | Equipaggio | Totale |
| ----------- | ---------- | ---------- | ------ |
| Italia      | 102        | 6          | 108    |
| Regno Unito | 3          | 0          | 3      |
| Francia     | 2          | 0          | 2      |
| Stati Uniti | 1          | 0          | 1      |
| Belgio      | 0          | 1          | 1      |

## Le indagini
Il processo ufficiale incolpò i piloti per non aver seguito le linee guida dei controllori di volo. Il motivo dell'incidente venne etichettato come "errore del pilota" con successivo volo controllato contro il suolo (CFIT).
Tuttavia, esiste un'altra versione sostenuta da alcuni parenti delle vittime. Maria Eleonora Fais, sorella di Angela Fais, morta nell'incidente, fu in grado di trovare, dopo molti anni, il rapporto del vicecapo della polizia Giuseppe Peri secondo il quale l'aereo fu colpito da proiettili durante un bombardamento. Peri attribuiva la responsabilità a sovversivi di destra in collaborazione con alcuni mafiosi. Tre giorni dopo l'incidente si sarebbero tenute le elezioni politiche, in cui era prevista una forte ascesa della destra. L'associazione nazionale piloti aviazione commerciale (ANPAC) si schierò dalla parte dei piloti, rifiutando la possibilità di un loro errore per la lunga esperienza che avevano. Altri problemi vennero sollevati dalla posizione dell'aeroporto di Punta Raisi (sulla posizione dell'aeroporto, vedi le accuse sollevate da Giuseppe Impastato).
Nel marzo 2012 uno dei parenti delle vittime, un generale dei carabinieri che nel disastro perse il fratello, avanzò una richiesta alla procura di Catania di riapertura dell'inchiesta. Il militare sosteneva l'esistenza di un nesso tra un'esercitazione NATO, con consistente traffico aereo, e una foto scattata all'indomani dell'incidente, con tre presunti fori d'entrata di proiettile sull'ala dell'aereo.
Il 27 giugno 2023 i familiari della strage di Montagna Longa sono tornati a chiedere la riapertura delle indagini e hanno lanciato un appello al Capo dello Stato. In una nota firmata da Ernesto Valvo, presidente dell'Associazione familiari delle vittime di Montagna Longa, si legge: "La magistratura  ha recentemente respinto la richiesta di riapertura delle indagini da noi presentata, scaturita dalla meticolosa relazione del professor Rosario Marretta, che ipotizza la presenza di esplosivo a bordo del DC 8 schiantatosi misteriosamente il 5 maggio 1972. Senza contare che mai si è fatta luce sul mancato funzionamento della scatola nera e sulla scomparsa del tracciato radar".